# Digha Nikaya
Digha Nikāya är en av de fem nikayor, eller samlingar, som ingår i Sutta-pitaka, vilken är en av ”de tre korgarna” i Tipitaka. Digha Nikāya, dīghanikāya, är pali och betyder ungefär "Samlingen av långa samtal". Några av de oftast citerade sutrorna (pali sutta) i Digha Nikāya är sutra nummer 16, som beskriver Buddhas sista dagar, Maha-parinibbana Sutta, och Sigalovada Sutta, nummer 31, där Buddha samtalar om värdegrund och övningar för sina efterföljare (Upāsaka och Upāsikā). Vidare Samaññaphala Sutta, nummer 2, som beskriver fördelarna med ett kontemplativt liv.

## Struktur och innehåll
Digha Nikāya är den första delen i Suttapitaka och består av 34 sutror, indelade i tre grupper:
- Silakkhandha-vagga — Delen om moral (sutrorna 1-13);[1] som fått sitt namn efter det traktat som finns i varje sutra om munkars moral
- Maha-vagga —sutrorna — Den stora delen (sutrorna 14-23)[1]
- Patika-vagga — Patika-delen (sutrorna 24-34)[1]

## Sutrorna i Digha Nikāya
| Sutra nummer | Titel på pali                                                           | Översatt titel                                            | Beskrivning |
| ------------ | ----------------------------------------------------------------------- | --------------------------------------------------------- | --- |
| Sutra 1      | Brahmajāla Sutta                                                        | Det allomfattande nätet av perspektiv                     | Behandlar huvudsakligen 62 typer av felaktigt perspektiv |
| Sutra 2      | Sāmaññaphala Sutta                                                      | Frukterna av ett kontemplativt liv                        | Kung Ajatasattu frågar Buddha om fördelarna med att leva ett tillbakadraget liv; Buddhas svar pekar på hur man blir en arahant. |
| Sutra 3      | Ambattha Sutta                                                          |                                                           | Brahminen Ambattha blir skickad av sin lärare för att ta reda på om Buddha har de 32 kännetecken på sin kropp. När han möter Buddha är han nedlåtande utifrån kasttillhörigheten. Buddha svarar att han faktiskt är född i en högre ställning, men att han anser att uppförande och visdom är viktigare är social tillhörighet. |
| Sutra 4      | Sonadanda Sutta                                                         |                                                           | Buddha frågar brahminen Sonadanda vad som krävs för att bli Brahmin. Sonadanda beskriver fem kvaliteter. Buddha undrar om inte någon kvalitet kan räknas bort och prutar ner de kraven till två: Moral och visdom. |
| Sutra 5      | Kūṭadanta Sutta                                                         |                                                           | Brahminen Kutadanta frågar Buddha hur ett offer bör utföras. Buddha svarar genom att berätta om ett av sina tidigare liv, som präst hos en konung. Där utfördes offren utan att några djur blev dödade. |
| Sutra 6      | Mahāli Sutta                                                            |                                                           | Som svar på en fråga om varför vissa munkar kan få gudomliga insikter, men inte höra några gudomliga ljud, förklarar Buddha att det beror på hur meditationen har lagts upp. |
| Sutra 7      | Jāliya Sutta                                                            |                                                           | Tillfrågad av två brahminer om huruvida själen och kroppen är ett eller skilda åt, beskriver Buddha vägen till visdom och undrar om någon som har beträtt den vägen verkligen skulle ställa en sådan fråga. |
| Sutra 8      | Kassapa Sīhanāda Sutta (även: Maha Sīhanāda Sutta eller Sīhanāda Sutta) |                                                           | Ordet sihanada betyder 'lejonets rytande'. Denna sutra behandlar frågan om asketism. |
| Sutra 9      | Poṭṭhapāda Sutta                                                        |                                                           | Buddha får här frågan om vad som orsakar uppkomsten av saññā, vanligt översatt som varseblivning. |
| Sutra 10     | Subha Sutta                                                             |                                                           | Ananda, Buddhas kusin, följeslagare och en av hans närmaste lärjungar, beskriver den väg som Buddha lär. |
| Sutra 11     | Kevaṭṭa Sutta (även Kevaḍḍha Sutta)                                     |                                                           | Kevaddha frågar Buddha varför denne inte värvar lärjungar genom att utföra mirakler. Buddha förklarar att människor skulle avfärda mirakel som magi och att det verkliga miraklet är att lära upp sina efterföljare. |
| Sutra 12     | Lohicca Sutta                                                           |                                                           | Om goda och dåliga lärare. |
| Sutra 13     | Tevijja Sutta                                                           |                                                           | Tillfrågad om vägen till förening med Brahman förklarar Buddha den buddhistiska vägen. Han avslutar med det fyra brahmaviharas. Det verkar oklart om här menas förening med brahman i betydelsen nirvana. |
| Sutra 14     | Mahāpadāna Sutta                                                        |                                                           | Berättar om en tidigare buddha, fram till dennes upplysning. Berättelsen är likartad med berättelsen om Gautama Buddha. |
| Sutra 15     | Mahanidāna Sutta                                                        | De stora sammanhangens samtal                             | Behandlar Pratītyasamutpāda, dvs. hur existensen av något är beroende av existens av något annat. |
| Sutra 16     | Mahaparinibbāna Sutta                                                   | Buddhas sista dagar                                       | Berättelsen om de sista månaderna av Buddhas liv, om hans död och begravning och hur relikerna efter honom hanterades. |
| Sutra 17     | Mahasudassana Sutta                                                     |                                                           | Berättelsen om ett av Buddhas tidigare liv, som kung. |
| Sutra 18     | Janavasabha Sutta                                                       |                                                           | Kung Bimbisara, återfödd som guden Janavasabha, berättar för Buddha om att hans läror let till att ett ökande antal människor kommit att återfödas som gudar. |
| Sutra 19     | Maha-Govinda Sutta                                                      |                                                           | Berättelsen om ett av Buddhas tidigare liv. |
| Sutra 20     | Mahasamaya Sutta                                                        | Det storartade mötet                                      | Den långa listan av gudar som kommit för att ära Buddha. |
| Sutra 21     | Sakkapañha Sutta                                                        | Sakkas frågor                                             | Buddha svarar på frågor från Sakka, härskare bland gudarna – en buddhistisk motsvarighet till Indra eller Zeus. |
| Sutra 22     | Mahasatipaṭṭhāna Sutta                                                  | Det stora samtalet om grunderna för den medvetna närvaron | Denna sutra är grundvalen för en burmesisk variant av vipassana-meditation. |
| Sutra 23     | Pāyāsi Sutta alt: Payasi Rājañña Sutta                                  |                                                           | Samtalet mellan den skeptiske prins Payasi och en munk. |
| Sutra 24     | Pāṭika Sutta Även Pāthika Sutta                                         |                                                           | Berättelsen om en munk som lämnat läran för att han menar att Buddha inte utför några mirakler. |
| Sutra 25     | Udumbarika Sihanada Sutta Även Udumbarika Sutta                         |                                                           | Ännu ett samtal om asketism. |
| Sutra 26     | Cakkavatti Sihanada Sutta                                               | Kejsaren av det rullande hjulet                           | Berättelsen om mänsklighetens nedgång från den gyllene eran, med en profetia om dess möjliga återkomst. |
| Sutra 27     | Aggañña Sutta                                                           |                                                           | Ännu en berättelse om mänsklighetens nedgång. |
| Sutra 28     | Sampasādaniya Sutta                                                     |                                                           | Lärjungen Sariputta prisar Buddha. |
| Sutra 29     | Pāsādika Sutta                                                          |                                                           | Buddhas reaktion på nyheten att hans rival, grundaren av jainismen gått bort. |
| Sutra 30     | Lakkhaṇa Sutta                                                          |                                                           | Förklarar Buddhas handlingar i hans tidigare liv, som lett till de 32 kännetecken på sin kropp. Kanske den äldsta bevarade beskrivningen av en bodhisattvas handlingar. |
| Sutra 31     | Sigalovada Sutta Även Singala Sutta, Singalaka Sutta och Sigala Sutta   | Levnadsregler för munkar och nunnor                       | Traditionellt sett som vinaya, levnadsregler för buddhistiska munkar och nunnor. |
| Sutra 32     | Āṭānāṭiya Sutta                                                         | Samtalet om Atanatiya                                     | Gudarna ger Buddha en dikt som hans följare kan recitera, som skydd mot onda andar. Dikten skapar en mandala, eller skyddande cirkel. En version av denna sutra ses in Tibet och Japan som en tantra. |
| Sutra 33     | Saṅgāti Sutta                                                           |                                                           | Det har föreslagits att denna sutra är den första som skapades som en rent litterär text. |
| Sutra 34     | Dasuttara Sutta                                                         |                                                           | Snarlik till sitt upplägg med sutra 33. |

## Valda sutror
Samaññaphala Sutta, sutra nummer 2, heter Frukterna av ett kontemplativt liv och skattas av översättaren Thanissaro Bhikkhu som ett av mästerverken i Palikanonen. Den sammanfattar enligt Bhikkhu den buddhistiska vägen på ett fint sätt och åskådliggör varje steg i träningen med träffsäkra liknelser.
Maha-Parinibbana Sutta, sutra nummer 16, kallas i svensk översättning Buddhas sista dagar. Där talar Buddha om nationens välfärd, om munkars välfärd, om de sju goda egenskaperna och om de sju upplysningsfaktorerna, om de sju uppfattningarna och om de sex hågkomsterna. Skildringen leder fram till Buddhas bortgång och till relikernas delande i den sjätte delen av sutran.
Sigalovada Sutta, sutra nummer 31, kallas i svensk översättning Lekmannens regler. Det hämtar namn från Sigala, en lekmans son, som blir undervisad av Buddha. Han får lära sig om de dåliga handlingarna och de onda tingen, men också om de goda handlingarna. Sigala blir övertygad och ber till sist att få bli Buddhas lärjunge.

## Likheten med Dīrgha Āgama
Digha Nikāya överensstämmer i innehåll med Dīrgha Āgama. En fullständig översättning av Dīrgha Āgama från Dharmaguptaka-inriktningens version gjordes av Buddhayaśas och Zhu Fonian under den senare perioden av Qindynastin, daterad till år 413. Den innehåller 30 sutror att jämföra med de 34 sutror som återfinns i Digha Nikāya. En stor del av den version som användes av den tidiga buddhistiska inriktningen sarvāstivāda finns bevarad i sanskrit.

## Översättningar
Det finns två fullständiga översättningar till engelska:
- Dialogues of the Buddha i översättning av T. W. och C. A. F. Rhys Davids (1899–1921), i 3 volymer. Dessa finns på nätet, utgivna av Pali Text Society
  - Volume 1
  - Volume 2
  - Volume 3

- Thus Have I Heard: the Long Discourses of the Buddha i översättning av Maurice Walshe (1987) ISBN 0-86171-103-3